# FrostWire
FrostWire est un logiciel libre en Java permettant l'échange de fichiers via le BitTorrent. Il était au départ basé sur le logiciel LimeWire.
Jusqu'en 2011 FrostWire était compatible avec le réseau Gnutella mais depuis cette année-là (saisie judiciaire de LimeWire l'année précédente) il est devenu un client BitTorrent.

## Histoire
Le projet FrostWire voit le jour en septembre 2005 à la suite de la décision prise par Limewire qui vise à interdire le partage des fichiers audio dépourvus de mécanismes de protection des droits.
Le code source de LimeWire fut donc repris par la communauté open source et modifié afin de démocratiser l'échange de fichiers audio dépourvus de licence et aussi d'ajouter de nouvelles fonctions.
FrostWire est donc un fork de LimeWire. Il s'agit en réalité du clone de ce dernier, même interface seul le nom change.
En novembre 2010, FrostWire sort en version portable sur Android, l'OS portable de Google, fonctionnant sur un réseau autonome et avec de nouveaux protocoles, destinés à optimiser les transferts entre smartphones. Cette version de FrostWire est uniquement consacrée aux fichiers présents sur les mobiles des utilisateurs (ie. sonneries, photos, applications, musique), donc de taille assez réduite (en raison du manque de bande passante). Les téléchargements passent par une connexion 3G ou par le Wi-fi.

## Localisation
L'équipe de développement se situe aux États-Unis, en Allemagne et en Nouvelle-Zélande . Elle a spécifié qu'elle n'inclura jamais de code restrictif dans le programme.

## Langage de programmation
Comme LimeWire, FrostWire est écrit en Java, et est ainsi capable d'être utilisé sur diverses plates-formes. LimeWire est disponible en deux versions, l'une gratuite et l'autre payante, tandis que FrostWire n'est disponible que gratuitement. Celui-ci inclut toutes les fonctionnalités de LimeWire version gratuite ainsi que quelques-unes de la version pro. Son interface est quasiment identique car il s'agit du même code, toutefois il y a une légère différence au niveau des couleurs.

## FrostWire pour Android
FrostWire Plus pour Android est un client Android BitTorrent natif + YouTube downloader.

## Compatibilité
FrostWire est compatible avec les systèmes d'exploitation suivants :
- Windows NT ;
- Windows 2000 ;
- Windows XP ;
- Windows Server 2003 ;
- Windows Vista ;
- Windows 7 ;
- Windows 8 ;
- Windows 10 ;
- Mac OS X 10.5 « Leopard » ;
- Mac OS X 10.6 « Snow Leopard » ;
- Mac OS X 10.7 « Lion » ;
- Mac OS X 10.8 « Moutain Lion » ;
- Mac OS X 10.9 « Maverick » ;
- Mac OS X 10.10 « Yosemite » ;
- Wine.
- Android.
- GNU/Linux[4]